# 비탈리 미콜렌코
비탈리 세르히요비치 미콜렌코(우크라이나어: Віта́лій Сергі́йович Мико́ленко, Vitaliy Serhiyovych Mykolenko, 1999년 5월 29일 ~ )는 우크라이나의 축구 선수로, 현재 잉글랜드 프리미어리그의 에버턴 FC에서 레프트 백으로 활약하고 있다.